# ハコボーイ!&ハコガール!
『ハコボーイ!&ハコガール!』（ハコボーイ アンド ハコガール、英題：BOXBOY! + BOXGIRL!）は、ハル研究所が開発し、任天堂が2019年4月26日より配信を開始したNintendo Switch用アクションパズルゲーム。

## 概要
これまでのシリーズ本編作品はニンテンドー3DS向けに3作品が発売され、当初は前作の『さよなら! ハコボーイ!』で「三部作完結編」とされていたが、本作はそれから約2年ぶりの新作となる。
本作は、ハコ（箱）を出す能力を持つ正方形のキャラクター・キュービィまたはキューシィを操作する従来システム同様の「ひとり旅 編」のほか、キュービィ、キューシィ2体を共に操作する2人同時プレイ対応の「ふたり旅 編」、体が長方形のキャラクター・キューディを操作する「たてなが 編」の3編で構成され、シリーズ最多となる270ステージが収録されている。

## システム
「ひとり旅 編」ではキュービィ、キューシィのいずれか一方を、「ふたり旅 編」ではキュービィ、キューシィの両方を操作する。「ふたり旅 編」を1人でプレイする場合は2体を切り替えながら進めることになる。なお、キュービィとキューシィに能力差はない。
「たてなが 編」の操作キャラクターであるキューディは、通常時は縦長の状態だが体を回転させて横長にすることもできる。キューディが出すハコは、体の状態と同じく縦長・横長になる。
各ステージをクリアすると、ひし形の「メダル」が一定数手に入る。また、各ステージには、ステージ内に配置された王冠の全取得を目指す「王冠ミッション」1種類と一定のハコ数以内でのクリアを目指す「ハコ数ミッション」3種類が設定されており、達成すると円形の「ミッションメダル」が手に入る。メダルとミッションメダルは後述のショップで使用するほか、ステージ内でメダルを消費するとヒントを見ることができる。

## ハコ技
ハコを使った特殊技「ハコ技」は、編ごとに使用可能なものが異なる。また「ひとり旅 編」「ふたり旅 編」の初期段階では技を使えず、特定ワールドの冒頭で習得後に使用できるようになる。
ハコフック
出したハコを地形に引っ掛けた後にハコを縮め、接地部分まで瞬時に移動できる。
全ての編で使用可能。
ハコホップ
ハコを下方向に出して操作キャラクターの足が地面についていない状態の時、ハコの接地面を起点としてジャンプすることができる。
「ひとり旅 編」「たてなが 編」で使用可能。
ハコストレート
出したハコを水平方向の一直線上に飛ばすことができる。
「ひとり旅 編」「ふたり旅 編」で使用可能。
ハコドロップ
地面に置いたハコに対して操作キャラクターの体を上方向から叩きつけ、1ブロック分埋めることができる。
「ひとり旅 編」で使用可能。

## ワールド

### ひとり旅 編
WORLD 1 はじまりの場所
基本操作を学ぶワールド。全6ステージ。
WORLD 2 スイッチで 道をきりひらけ
地面や背景にスイッチが配置されたワールド。地面のものはハコを載せた時に、背景のものはスイッチの位置にハコを重ね合わせた時に仕掛けが作動する。全6ステージ。
WORLD 3 ハコでふさいで キケンなビリビリ
触れるとミスになる電流が流れている個所があるワールド。電流はハコを重ね合わせて塞ぐことができる。全6ステージ。
WORLD 4 ひっかけて登れ！ 「ハコフック」
初回プレイ開始時に習得する技「ハコフック」を用いて攻略するワールド。全8ステージ。
WORLD 5 砂ブロックを ほり進め
ハコを差し込むと削ることができる「砂ブロック」が配置されたワールド。全7ステージ。
WORLD 6 かいくぐれ レーザーの道
当たるとミスになるレーザーを発射する台が設置されたワールド。全7ステージ。
WORLD 7 スプリング ジャンピング
操作キャラクターやハコを跳ね飛ばすばねが配置されたワールド。スイッチ切替時のみ作動するものもある。全7ステージ。
WORLD 8 ハコではねろ！ 「ハコホップ」
初回プレイ開始時に習得する技「ハコホップ」を用いて攻略するワールド。全7ステージ。
WORLD 9 ワープホールで 空間移動
操作キャラクターが重なると対になった別の場所へワープする「ワープホール」が配置されたワールド。全7ステージ。
WORLD 10 動くブロックに 乗って
特定のライン上を移動するブロックが配置されたワールド。スイッチ切替時のみ作動するものもある。全7ステージ。
WORLD 11 まっすぐ飛ばせ！ 「ハコストレート」
初回プレイ開始時に習得する技「ハコストレート」を用いて攻略するワールド。全8ステージ。
WORLD 12 ダミーブロックを 押し進め
操作キャラクターの体を当てて押したりハコを用いて運んだりすることができる「ダミーブロック」が配置されたワールド。全7ステージ。
WORLD 13 つきさされ ブロックミサイル
一定方向に発射され地面やハコに刺さる「ブロックミサイル」が登場するワールド。ブロックは一定時間経過後に消滅する。全7ステージ。
WORLD 14 無重力 スペースエリア
体が宙に浮き通常の移動操作が不能となる「スペースエリア」があるワールド。エリア内ではハコで壁を押した反動で移動できるほか、ハコフックはどの壁に対しても吸着する。全7ステージ。
WORLD 15 地面にうめよ！ 「ハコドロップ」
初回プレイ開始時に習得する技「ハコドロップ」を用いて攻略するワールド。全7ステージ。
WORLD 16 ザ・ラストワールド
これまで登場した仕掛けが複合的に配置されたワールド。全8ステージ。

### ふたり旅 編
WORLD 1 ふたり旅の はじまり
基本操作を学ぶワールド。全6ステージ。
WORLD 2 スイッチ押して ひらけシャッター
スイッチが配置されたワールド。全6ステージ。
WORLD 3 いっしょにふさげ キケンなビリビリ
電流が流れている個所があるワールド。全6ステージ。
WORLD 4 ひっかけて登れ！ ふたりで「ハコフック」
初回プレイ開始時に習得する技「ハコフック」を用いて攻略するワールド。全7ステージ。
WORLD 5 スプリング ツインジャンピング
ばねが配置されたワールド。全6ステージ。
WORLD 6 キュービィスイッチと キューシィスイッチ
対応キャラクターが重なった時のみ仕掛けが作動する「キュービィスイッチ」「キューシィスイッチ」が配置されたワールド。これらのスイッチは一度使うと消滅する。全6ステージ。
WORLD 7 飛び交うレーザーから 守りあえ
レーザー台が配置されたワールド。全7ステージ。
WORLD8 まっすぐ飛ばせ！ ふたりで「ハコストレート」
初回プレイ開始時に習得する技「ハコストレート」を用いて攻略するワールド。全7ステージ。
WORLD 9 ふたりを運ぶ 動くブロック
移動ブロックが配置されたワールド。全7ステージ。
WORLD 10 出会いと別れの ワープホール
ワープホールが配置されたワールド。全7ステージ。
WORLD 11 ふたりで ラストワールド
これまで登場した仕掛けが複合的に配置されたワールド。全8ステージ。

### たてなが 編
「たてなが 編」は「ひとり旅 編」のクリア後にプレイ可能となる。
WORLD 1 ゆけ！ キューディ
基本操作を学ぶワールド。全3ステージ。
WORLD 2 使い分けよ タテとヨコ
基本操作を学ぶワールド。全5ステージ。
WORLD 3 ながーいハコで スイッチ押して
スイッチが配置されたワールド。全5ステージ。
WORLD 4 せまりくる レーザーの雨
レーザー台が配置されたワールド。全5ステージ。
WORLD 5 天まで届け！ 「ハコフック」
ハコフックを多用するステージを集めたワールド。全6ステージ。
WORLD 6 ビリビリほういもう
電流が流れている個所があるワールド。全5ステージ。
WORLD 7 スプリングで さらなる高みへ
ばねが配置されたワールド。全5ステージ。
WORLD 8 長くてもほれる 砂ブロック
砂ブロックが配置されたワールド。全6ステージ。
WORLD 9 高とび！ 「ハコホップ」
ハコホップを多用するステージを集めたワールド。全6ステージ。
WORLD 10 飛来する ブロックミサイル
ブロックミサイルが登場するワールド。全5ステージ。
WORLD 11 長身運ぶ ビリビリブロック
特定のライン上を動き直接触れるとミスになる「ビリビリブロック」が配置されたワールド。全5ステージ。
WORLD 12 スペースエリアで 空のかなたへ
スペースエリアがあるワールド。「ひとり旅 編」の場合と同様に移動が制限されるが、体の回転は可能。全6ステージ。
WORLD 13 真・ラストワールド
これまで登場した仕掛けが複合的に配置されたワールド。全7ステージ。

## ショップ
メダルやミッションメダル（「コスチュームボックス」のみ）を支払いアイテム購入やモード解禁を行うことができる。
おたすけアイテム
ステージ内で効果を発揮する補助アイテムを入手できる。
- ハコフエール - 出せるハコの数が1つ増える。
- ハヨハシール - 移動速度が速くなる。
- タカトベール - ジャンプ力が上昇する。
- ムテーキ - とげの地形やレーザーなどに触れてもミスにならず無効化できる。

サウンド
ゲーム内で使用されているBGMを鑑賞できる。
バルーンチャレンジ
各ステージ内の風船を全て割ることを目指すモード。クリアタイムに応じてミッションメダルが手に入る。
ステージ内容は編ごとに異なる。
ハコまんが
ハコボーイ！を題材とした4コマ漫画を閲覧できる。
コスチュームボックス
操作キャラクターの見た目を変更するコスチュームを入手できる。コスチュームは頭・目・口・体の4種類に大別されている。